# Rouaite
La rouaite è un minerale.